# 邓景山
邓景山（8世纪—762年），曹州人，唐朝官员。
以文吏见称。天宝中，自大理评事至监察御史。至德初，擢拜青齐节度使，迁扬州长史、淮南节度使。为政简肃，闻于朝廷。760年，劉展之亂起，引平卢副大使田神功兵马讨贼。田神功到扬州后，大掠居人资产，鞭笞发掘略尽，大食、波斯等胡商死者数千人。
上元二年（761年）十月，追入朝，拜尚书左丞。太原尹、北京留守王思礼军储丰实，其外又别积米万石，奏请割其半送京师。此时王思礼逝世，以管崇嗣代之，委任左右，失于宽缓，数月之间，费散殆尽，唯存陈烂万余石。唐肃宗知道后，即日召邓景山取代崇嗣。邓景山到太原后，以镇抚纪纲为己任，检覆军吏隐没者，众人惧怕。有一偏将抵罪当死，诸将各请赎其罪，邓景山不许；其弟请以身代其兄，又不许。最后，其弟请纳马一匹以赎兄罪，邓景山许其减死。众人全都发怒了，对邓景山说：“我等人命轻如一马乎？”军众愤怒，于是杀了邓景山。唐肃宗认为邓景山“统驭失所”，没有治众人的罪。

## 延伸阅读
[在维基数据编辑]
 《舊唐書·卷110》，出自刘昫《舊唐書》
 《新唐書·卷141》，出自《新唐書》